# Boris Cizelj
Boris Cizelj, slovenski politolog, ekonomist, lobist in diplomat * 4. junij 1942, Beograd.
Rodil se je v Beogradu, kamor sta bila starša po nemški okupaciji izgnana iz Maribora. Njegov stric je bil znan mariborski športnik in partizan Miran Cizelj. Študiral je na ljubljanski Ekonomski fakulteti, kjer je diplomiral 1963 in na Visoki šoli za politične vede v Ljubljani (VŠPV) danes Fakulteta za družbene vede, kjer je diplomiral leta 1966 pod mentorstvom Vlada Benka. Študij je nadaljeval na Nizozemskem kjer je leta 1970 magistriral na Inštitutu za socialne študije v Den Haagu, doktoriral pa je leta 1980 na beograjski Fakulteti za politične vede. V letih 1966−1973 je bil kot asistent za mednarodne ekonomske odnose zaposlen na ljubljanski VŠPV (od 1970 FSPN), od 1973 pa v Centru za proučevanje sodelovanja z deželami v razvoju v Ljubljani, od 1980–1987 kot njegov direktor. Od leta 1987 do 1991 je bil veleposlanik Jugoslavije v Avstraliji. 
Po osamosvojitvi Slovenije je bil v obdobju 1991–1992 namestnik vodje oddelka za Evropsko unijo na Ministrstvu za zunanje zadeve RS, 26. oktobra 1992 pa je bil imenovan za veleposlanika Republike Slovenije v Kraljevini Belgiji. Leta 1993 je postal slovenski veleposlanik pri Evropski uniji, NATO in WEU (Zahodnoevropski uniji). V obdobju 1998–1999 je bil namestnik vodje slovenske pogajalske skupine za pogajanja z Evropsko unijo, od leta 1999 do 2014 pa direktor Slovenskega gospodarskega in raziskovalnega združenje (SBRA) v Bruslju. Predaval je lobiranje in pogajalske tehnike na fakulteti DOBA v Mariboru, kjer je bil tudi 1. dekan in na podiplomski šoli Alma mater europaea.